# Duo Jan & Mien
Duo Jan & Mien was een Nederlands zangduo bestaande uit de Amsterdamse volkszanger en café-eigenaar Bolle Jan Froger en zijn echtgenote Mien van Es.
Jan Froger trad reeds in zijn jeugd op met accordeon op bruiloften en partijen. Hij ontmoette Mien van Es in december 1959 en trouwde met haar op 21 mei 1960. Beiden waren op dat moment achttien jaar oud. In 1969 startte het echtpaar Café Bolle Jan aan de 2e Nassaustraat in Amsterdam.
In de jaren zeventig bracht het echtpaar Froger als Duo Jan & Mien verschillende singles uit en waren ze geregeld te zien in televisieprogramma's als Op losse groeven. In 1978 haalde de single Mariandel de Tipparade. (Op De B kant van de singel staat Laat de deur voor je kinderen open) Singles als Tranen op Schiphol en De Zuiderwind hadden wel bekendheid, maar haalden niet de hitparade.
Mien Froger-Van Es maakte ook ruim 10 jaar deel uit van het Jordaan Cabaret met o.a Paula Dennis en Johnny Jordaan.
In 1981 werd het café aan de Nassaustraat verkocht en startte het echtpaar een nieuw café onder dezelfde naam bij het Amsterdamse Rembrandtplein.
Froger en Van Es waren de ouders van zanger René Froger. Mien Froger-van Es overleed in april 2009 aan een hartaanval, Jan Froger twee maanden later aan een buikvliesontsteking. Beiden werden 67 jaar oud. Het concert Toppers in concert 2009, waar René onderdeel van uitmaakt, werd overschaduwd door het plotselinge overlijden van Jan en Mien Froger. René Froger zong een ode aan zijn ouders met het nummer Here in my heart. Daarna kwamen de drie zonen van Froger op het podium en zongen samen met hun vader het nummer Father and friend, origineel van Alain Clark.